# الدوري الفنلندي الممتاز 2003
الدوري الفنلندي الممتاز 2003 (بالفنلندية: Veikkausliigan kausi 2003) هو موسم من الدوري الفنلندي الممتاز. فاز فيه نادي هلسنكي.